# Mario Alaniz
Mario Alaniz (ur. 26 lutego 1969) – urugwajski lekkoatleta, który specjalizował się w rzucie oszczepem. 
Trzykrotnie startował w mistrzostwach Ameryki Południowej juniorów (w 1988 także w trójskoku). W 1987 wywalczył brązowy medal tych zawodów w rzucie oszczepem.
Rekord życiowy: 61,68 (11 października 1987, São Paulo) – rezultat ten jest rekordem Urugwaju.